# 島涼香
島 涼香（しま りょうか、1972年4月29日 - ）は、日本の元女性声優。埼玉県出身。

## 経歴
勝田声優学院第8期卒業生。
かつては劇団ムーンライト、ペルビスミュージック、リマックス（ - 2011年4月）、アプトプロ（2012年4月 - 2017年2月5日）に所属していた。2018年4月29日をもって、声優業からの無期限の休止を発表。

## 人物
特技・趣味はギター、編み物。

## 出演
太字はメインキャラクター。

### テレビアニメ
1998年
- アキハバラ電脳組（花小金井ひばり）
- 快傑蒸気探偵団 TV ANIMATION SERIES（看護婦B）
- TRIGUN（少女B）

2000年
- ゲートキーパーズ（2000年、岡森やすえ、寮生C、女生徒A）

2001年
- 超GALS!寿蘭（理恵、解説クロギャル 他）

2002年
- G-onらいだーす（倉間ユウキ）
- HAPPY★LESSON（七転ふみつき）

2003年
- R.O.D -THE TV-（岩田千穂）
- カレイドスター（マッコリー、クレア、ミラ、マリア、メイの弟B 他）

2005年
- SPEED GRAPHER（女性）

2009年
- キディ・ガーランド（看護士）

### OVA
- 創世聖紀デヴァダシー（2000年、佐布里芽衣）
- HAPPY★LESSON（2001年、七転ふみつき）
- Malice@Doll（2001年、ヘザー@ドール）
- カレイドスター（2004年、マッコリー）

### 劇場アニメ
- 平成狸合戦ぽんぽこ（1994年、劇団ムーンライト名義）
- アキハバラ電脳組 2011年の夏休み（1999年、花小金井ひばり）

### Webアニメ
- 魔法遊戯（2001年、ピピン・ラシップ）
- おんたま!（2009年）

### 一般ゲーム
- 竜機伝承プラス（1997年、マリア）
- ラングリッサーミレニアム（1999年、マサリバ）
- 星界の紋章（2000年、アルネージュ）
- HAPPY★LESSON（2001年、七転ふみつき）
- 蒼のままで……（2004年、藤之宮舞奈）
- 黄泉がえり 〜リフレイン〜（2004年、久住茜）

### アダルトゲーム
- Touch me 〜恋のおくすり〜（1999年、豪徳寺雅美）
- ねこぱら 〜ねこそぎ・ぱらダイス〜（1999年、橘綾）

### テレビ番組
- アキバ!AKIBA☆あきば（東京MXテレビ）

### CD

#### ドラマCD
- アリスカルテット ヴォイスコンチェルト（織倉翠夏）
- R.O.D-THE CD-（岩田千穂）
- 困った時には星に聞け!（瓜生七瀬）
- はちみつカフェ（おばあさん）

#### 音楽CD
- アキハバラ電脳組（花小金井ひばり）
  - アキハバラ電脳組ボーカルアルバム「Birth」/「Monument」
- AliceQuartet（織倉翠夏）
  - AliceQuartet VoiceConcerto Vol.3 Espressivo「自由に気ままにね」
  - AliceQuartet VoiceConcerto BEL CANTO vol.5「自由に気ままにね（Remix Version）」/「アリガトウ、ダイスキ」/「絶対 叶えるから」
- G-onらいだーす（倉間ユウキ）
  - G-onらいだーすキャラクターソング「トキメイテ、G-on!」
- HAPPY★LESSON（七転ふみつき）
  - HAPPY★LESSONキャラクターソング「きみのそばにいるだけで」
- 花々の想ひ…。
  - 花々の想ひ…。オープニングソング 「Time Limit」
  - 花々の想ひ…。 エンディングソング 「Green Age」
- 魔法遊戯（ピピン・ラシップ）
  - 魔法遊戯キャラクターソング「勝利の瞬間は油断大敵」

### その他コンテンツ
- INAXショールームPV「スーパークリーン」ナレーター
- 千葉映像ライブラリー「挑戦！焼却ごみ1/3削減」（母親）
- カステラ さかえ屋 TVCM（映像出演 / 千葉テレビ）